# Isuf Sherifi
Isuf Sherifi (* 17. September 1967 in Tetovo, Nordmazedonien) ist ein mazedonischer Schriftsteller, der in albanischer Sprache schreibt.

## Leben
Nach der Schule in seinem Geburtsort begann er albanische Sprache und Literatur an der Philosophischen Fakultät Pristina in Kosovo zu studieren.  1989 wurde er wegen seines Engagements für die Rechte der Albaner inhaftiert. Politischen Repressionen ausgesetzt ergriff er nach seiner Entlassung die Flucht und emigrierte in die Schweiz. Isuf Sherifi lebt in Wittenbach und schreibt Lyrik, Prosa und Essays. Isuf Sherifi brachte als Ergebnis mehrerer schweiz-albanischer Dichtertreffen ein Lyrikreihe heraus, deren Ausgaben er je einem Schweizer Autor widmet. Von zehn geplanten Anthologien sind bisher sieben erschienen, die letzte ist Joseph Kopf gewidmet. Seine literarischen Werke, darunter bis 2010 sieben Bücher, sind in mehrere Zeitschriften und Zeitungen in Nordmazedonien, Kosovo, Albanien und in der Diaspora veröffentlicht worden.

## Bücher
- Plisi. Gedichte. AKV Pjetër Bogdani, Biel 1992.
  - Die Weisse Filzkappe. Gedichte. Waldgut, Frauenfeld 2017, ISBN 978-3-03740-118-7.
- Ndarjen nuk e Nënshkruaj (Die Trennung unterzeichne ich nicht). Gedichte. Rozafa, Tirana 1996.
- Udha e Kripës (Der Weg des Salzes). Gedichte. AKV Mëmëdheu, St. Gallen/Prishtina 2002.
- Hyrje për në Agim (Einmarsch ins Morgengrauen). Prosa, Monographie. AKV Mëmëdheu, St. Gallen/Prishtina 2003.
- Tej Harrimit (Jenseits des Vergessenheit). Gedichte, albanisch und deutsch. Pro Kultura, Mazedonien 2004.
- Hije mbi Tokë (Schatten über der Erde). Gedichte. Kulturministerium, Departement of non Resident in Kosova, Prishtina 2004.
- Blick durchs geöffnete Fenster / Vështrim nga dritarja e hapur. Anthologie, Zweisprachige Gedichte deutsch- und albanischsprachiger Autoren in der Schweiz. AIKD, Prishtina 2005.
- „Die Weisse Filzkappe“ – Gedichte – Deutsch – Waldgutverlag, Frauenfeld, Schweiz. 2017

## Anthologien
- Nocturno. Buch 2, Wendepunkt, Weiden 2003.
- Anthologie der modernen albanischen Lyrik/Antologji e poezisë moderne shqipe. Ausgewählt und aus dem Albanischen übersetzt von Ferdinand Laholli. 2003.
- Grete Wassertheurer (Hrsg.): Spuren der Zeit. Verlag für moderne Literatur, Schwakheim 2003.
- Noisma – Zeitschrift für Literatur. St. Gallen 2003.
- Internationales Lyrikfestival „Naim Frashëri“ (Hrsg.): Trokitje në Mur/Klöpfe an der Wand. Tetovo, Oktober 2004.
- Haemus. Rumänien 2004.
- Bäulings auf Grün. Lyrik aus dem Kanton St.Gallen im 20. Jahrhundert. Oktober 2005.
- Ali Pordrimja (Hrsg.): Një gur i çarë / Ein zerspaltete Stein. Rozafa, Prishtina 2005.

## Preise
- 1981 – Zweiter Preis. Wettbewerb für junge Autoren. Zeitung “Flaka”, Mazedonien.
- 2000 – Zweiter Preis. Wettbewerb des Verlags „Art“ Tetova, Mazedonien.